# 山田荘左衛門
12代 山田 荘左衛門（やまだ しょうざえもん / そうざえもん、嘉永4年4月6日〈1851年5月6日〉 - 1917年〈大正6年〉10月1日）は、明治時代の政治家、明治・大正時代の実業家である。長野県下高井郡平野村（現・中野市）の地主で、長野県会議員・貴族院多額納税者議員・衆議院議員を歴任するとともに銀行・会社経営にも関わった。晩年は山田 荘哉（やまだ しょうさい）を名乗った。

## 経歴

### 政界での活動
山田荘左衛門は、嘉永4年4月6日（新暦：1851年5月6日）、山田董平の長男として生まれた。初名は熊太郎。1881年（明治14年）に先代荘左衛門の養子となり、1885年（明治18年）12月に家を継いで荘左衛門を襲名した。山田荘左衛門（庄左衛門）家は信濃国高井郡東江部村（後の長野県下高井郡平野村、現・中野市大字江部）に居を構える古い地主の家であり、荘左衛門（熊太郎）は12代目の当主にあたる。
襲名前の1884年（明治17年）9月、江部村戸長役場の村会議員に当選。1888年（明治21年）12月には長野県会議員補欠選挙に当選して県会議員となった。1890年（明治23年）2月の改選で再選され、さらに翌1891年（明治24年）4月には下高井郡の郡会議員に大地主議員の枠で選ばれた。郡会に関連して郡参事会員にも指名されている。国政においては、1890年6月10日に貴族院多額納税者議員の第1回選挙が行われた際、長野県下の多額納税者議員15名による互選で7票を得て貴族院議員に当選した。就任は同年9月29日付である。このころの山田は年間1258円を納税する県下首位の多額納税者であった。
貴族院議員在任中、長野県会では下高井郡を分割し南部を上高井郡へ、北部を下水内郡（「市川郡」と改称）へとそれぞれ統合するという下高井郡分合問題が浮上した。自由党系の建議が推すこの分合案は1896年（明治29年）12月に県会で可決され、翌年帝国議会に上程される運びとなったが、その際に山田は反対派県会議員らとともに政府当局者や他の貴族院議員を回って分合案の非を説き、貴族院における分合案否決を実現した。貴族院議員には1897年（明治30年）9月までの1期のみ務めた。同年の多額納税者議員選挙の際も山田は引き続き県下首位の多額納税者であったが、再任を固辞した（本人曰く貴族院で後方の席に座り百姓議員と観られることに飽きた）ため、色部義太夫が当選した。なお7年後、1904年（明治37年）の多額納税者議員選挙の際には片倉兼太郎に納税額県下首位の座を譲っており、以後は改選のたびに順位を下げていった。
貴族院議員退任後は衆議院議員を志して1898年（明治31年）8月10日に実施された第6回衆議院議員総選挙に立候補した。選挙区は長野県第2区（下高井郡・上高井郡・下水内郡）、政党は憲政党からで、丸山名政を破って当選し衆議院議員となった。10月に憲政党が解党されると（新）憲政党へ移り、1900年（明治33年）9月に立憲政友会が結党されると同党に加わった。1902年（明治35年）8月の第7回総選挙には出馬していない。

### 実業界での活動
山田家は江戸時代から地主として貸金業・酒造業も営んでいたが、明治時代に入るとより収益性の高い証券投資に軸足を移していた。そうした背景から、山田荘左衛門は銀行役員も務めることとなった。
最初に役員となった銀行は長野市の信濃銀行である。信濃銀行との関わりは前身の「彰真社」時代からで、1887年頃に小坂善之助・小出八郎右衛門らと休業中であった彰真社の再建に参画したことが端緒。1889年（明治22年）5月に彰真社が改組して信濃銀行（頭取小坂善之助）が発足すると、山田も取締役となった。さらに翌1890年7月、埴科郡松代町（現・長野市）にある第六十三国立銀行の頭取に就いた。この当時の第六十三国立銀行は養蚕業・製糸業の不振に影響されて経営が悪化しており、短期間で頭取の交代を繰り返していた。山田の在任期間も短く、半年後の1891年1月前任者の野中治右衛門に譲って頭取から退任した。ただし取締役にはその後も在任している。
1897年7月1日、第六十三国立銀行が私立銀行に転換し六十三銀行となると引き続き取締役に選出される。六十三銀行取締役には以後1908年（明治41年）8月9日付で辞任するまで、11年間にわたり在任した。一方の信濃銀行では1905年（明治38年）1月の役員改選で一旦取締役から退任するが、同年11月12日、小坂らが退陣するのと入れ替わりで小出八郎右衛門らと取締役に復帰し、頭取となった。信濃銀行は1904・05年に相次いで社員の私消事件が発生した上、日露戦争後の反動恐慌が重なって業績が悪化し、1908年7月に安田財閥の安田善次郎に救済を求めざるを得なくなった。山田は同年8月2日付で信濃銀行取締役を辞任。代わって安田善三郎が頭取となった。
金融界では他に長野県を管轄する農工銀行である長野農工銀行にも関わった。まず1897年8月、銀行設立にあたって長野県知事より設立委員に任命される。翌1898年3月の長野農工銀行発足時には役員とならなかったが、1904年1月取締役に選ばれた。同社取締役も六十三銀行・信濃銀行と同様1908年8月に辞任している。
銀行以外の会社では上高井郡須坂町（現・須坂市）の電力会社信濃電気に関係した。信濃電気との関係は、会社設立にあたり越寿三郎（製糸家）・飯島正治（六十三銀行頭取）らと発起人となったことに始まる。1903年（明治36年）5月に会社が発足すると取締役の一員となった。1909年（明治42年）12月に一旦取締役を辞任するが、1915年（大正4年）に再任された。
1916年（大正5年）5月、山田荘左衛門から山田荘哉へと改名。同月長男の董平が家を継ぎ荘左衛門を襲名した（13代荘左衛門）。翌1917年（大正6年）10月1日死去。66歳没。死去時まで信濃電気取締役在任のままであった。

## 家系
山田荘左衛門（庄左衛門）家は江戸時代初期の元和年間から信濃国高井郡東江部村（現・長野県中野市大字江部）に住むとされる旧家である。家伝では武田氏の遺臣とされる。初代は「縫殿介」、2代目は「縫殿右衛門」をそれぞれ名乗り、3代目以降が「庄左衛門」を名乗る。7代庄左衛門の顕孝（1840年没）は「松斎」と号する儒学者でもあった。7代目の婿養子が8代庄左衛門（顕済）で、9代庄左衛門（顕義）はその長男、10代庄左衛門（顕仁）は9代目の長男、と続く。
「荘左衛門」を名乗るのは11代目の顕善（1821 - 1885年）からであった。11代荘左衛門は8代庄左衛門の四男で、当初は分家を起こして「理兵衛」を名乗っていたが、甥の10代庄左衛門が1872年（明治5年）に急死したため本家に復籍し荘左衛門と改名した。11代荘左衛門は明治初期に区長を務めた経験があるほか、襲名前の1870年（明治3年）に中野騒動（一揆）に巻き込まれて家宅を焼失したことがある。なお分家を相続し「理兵衛」の名を継いだ子の2代理兵衛は衆議院議員や平野村初代村長を務めた。
12代荘左衛門、初名熊太郎は11代荘左衛門から見ると甥にあたる。すなわち兄の董平（8代庄左衛門の三男、1819 - 1862年）の長男である。熊太郎は10代庄左衛門の妹とら（自身のいとこにあたる）と結婚し、さらに11代荘左衛門の養子として荘左衛門家を継いだ。
12代荘左衛門の長男・董平（1887年5月24日生・1949年2月18日没）は1916年（大正5年）5月に家を継ぎ13代荘左衛門を襲名した。襲名後は長野電鉄（旧・河東鉄道）の取締役を1920年（大正9年）5月の会社設立から死去時まで務めたほか、1930年（昭和5年）10月から1934年（昭和9年）10月にかけて父も関係した信濃電気で監査役を務めた。また12代荘左衛門の女子のうち、のぶは松代の呉服商八田彦次郎に、いとは安田財閥の安田善兵衛にそれぞれ嫁いでいる。